# Катержина Недбалкова
Катержина Недбалкова (чеськ. Kateřina Nedbálková; нар. 28 травня 1974) — чеська соціологиня та викладачка університету. Професійно працює на факультеті соціальних досліджень Університету Масарика в Брно. У ньому розглядаються питання гендеру, в'язниць і класу.

## Біографія
У 1998 році отримала ступінь магістра соціології в Університеті Масарика. У своїй магістерській роботі вона займалася гомосексуальною субкультурою. У 2004 році закінчила аспірантуру та отримала ступінь доктора філософії та кандидата наук. Тема її дисертації — «Зв'язані задоволенням або відтворення гендерної структури та гетеронормативності в жіночих тюремних субкультурах» («Spoutaná Rozkoš aneb reprodukce genderové struktury a heteronormativity ve vězeňských subkulturách žen»), яку вона згодом опублікувала у вигляді книги. Також навчалася у США та Канаді. У 2010 році захистила дисертацію та отримала звання доцента.
У 2004 році приєдналася до кафедри соціології факультету суспільних наук Університету Масарика, де була завідувачкою кафедри гендерних досліджень у 2010—2015 роках. Спеціалізується на соціології нерівності та класу, соціології сім'ї, інтимності та сексуальності, також вивчає злочинність, нормальність та девіації, досліджує жінок у в'язницях. Він також торкався теми родин робітничого класу.
У нього є син. Він підтримує одностатеві шлюби.

## Вибрані публікації
- Недбалкова, Катержина. Spoutaná Rozkoš: (re)produkce genderu a sexuality v ženské věznici (чес.). Прага: SLON. с. 189. ISBN 80-86429-65-2.
- Недбалкова, Катержина. Matky kuráže: Lesbické rodiny v pozdně moderní společnosti (чес.). Прага: SLON. с. 120. ISBN 978-80-7419-041-4.
- Недбалкова, Катержина. Tichá dřina: Dělnictví a třída v továrně Baťa (чес.). Прага: Display. ISBN 978-80-907883-1-2.
- Недбалкова, Катержина. Pracovat (чес.). Прага: Display. ISBN 978-80-907883-8-1.